# Yoshida Naramaru
Yoshida Naramaru (吉田奈良丸) est un nom porté par plusieurs chanteurs japonais du genre rōkyoku.
Yoshida Naramaru II (27 juillet 1879 - 20 janvier 1967) est un rōkyoku (chanteur de coins de rue) notable. Le type de chant pratiqué par Naramura se diffuse dans tout le pays mais son origine se situe dans la métropole d'Osaka. Que Naramura soit lui-même responsable de la diffusion de ce genre musical unique ou s'il n'est qu'une partie de la tradition est incertain mais c'est en tant que chanteur de ce genre qu'il a atteint une certaine renommée.